# Remi De Muyter

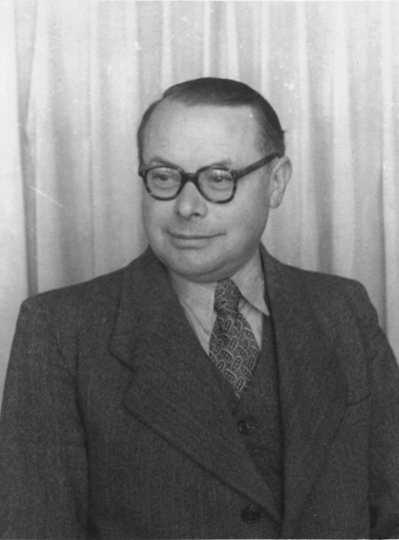
Remi De Muyter

Remi De Muyter (Ursel, 29 oktober 1900 - Gent, 29 december 1969) was een burgemeester van de voormalige Belgische gemeente Ursel.

## Onderwijs
Hij werd geboren als zoon van hoofdonderwijzer Emiel De Muyter (°1871) en Pelagie Marie Wille (1877-1963). Na zijn studies aan de normaalschool te Sint-Niklaas werd hij onderwijzer te Ursel. Toen zijn vader stierf volgde hij deze op als hoofdonderwijzer.
Later werd hij koster-organist van de Sint-Medarduskerk te Ursel en actief in tal van socio-culturele verenigingen. In de jaren '60 werd hij burgemeester, een functie die hij waarnam tot aan zijn plotse overlijden.
Hij had twee dochters en een zoon.